# 붕클라군
붕클라군은 븡깐주의 행정 구역이다. 이 지역의 총 인구 수는 2010년 기준으로 13037명이다. 인구 밀도는 52.0km2이다.

## 행정 구역
| 번호 | 지명       | 태국어 지명 | 빌리지 | 인구  |
| ---- | ---------- | ----------- | ------ | ----- |
| 1.   | Bung Khla  | บุ่งคล้า       | 9      | 4,884 |
| 2.   | Nong Doen  | หนองเดิ่น     | 7      | 3,557 |
| 3.   | Khok Kwang | โคกกว้าง     | 9      | 4,596 |

1. ↑  “Population statistics 2010”. Department of Provincial Administration. 2011년 9월 10일에 원본 문서에서 보존된 문서.